# Улътауски район
Улътауски район (на казахски: Ұлытау ауданы) е съставна част на Улътауска област, Казахстан. Административен център е Улътау. Обща площ 115 200 км2 и население 12 620 души (по приблизителна оценка към 1 януари 2020 г.).